# Karelier

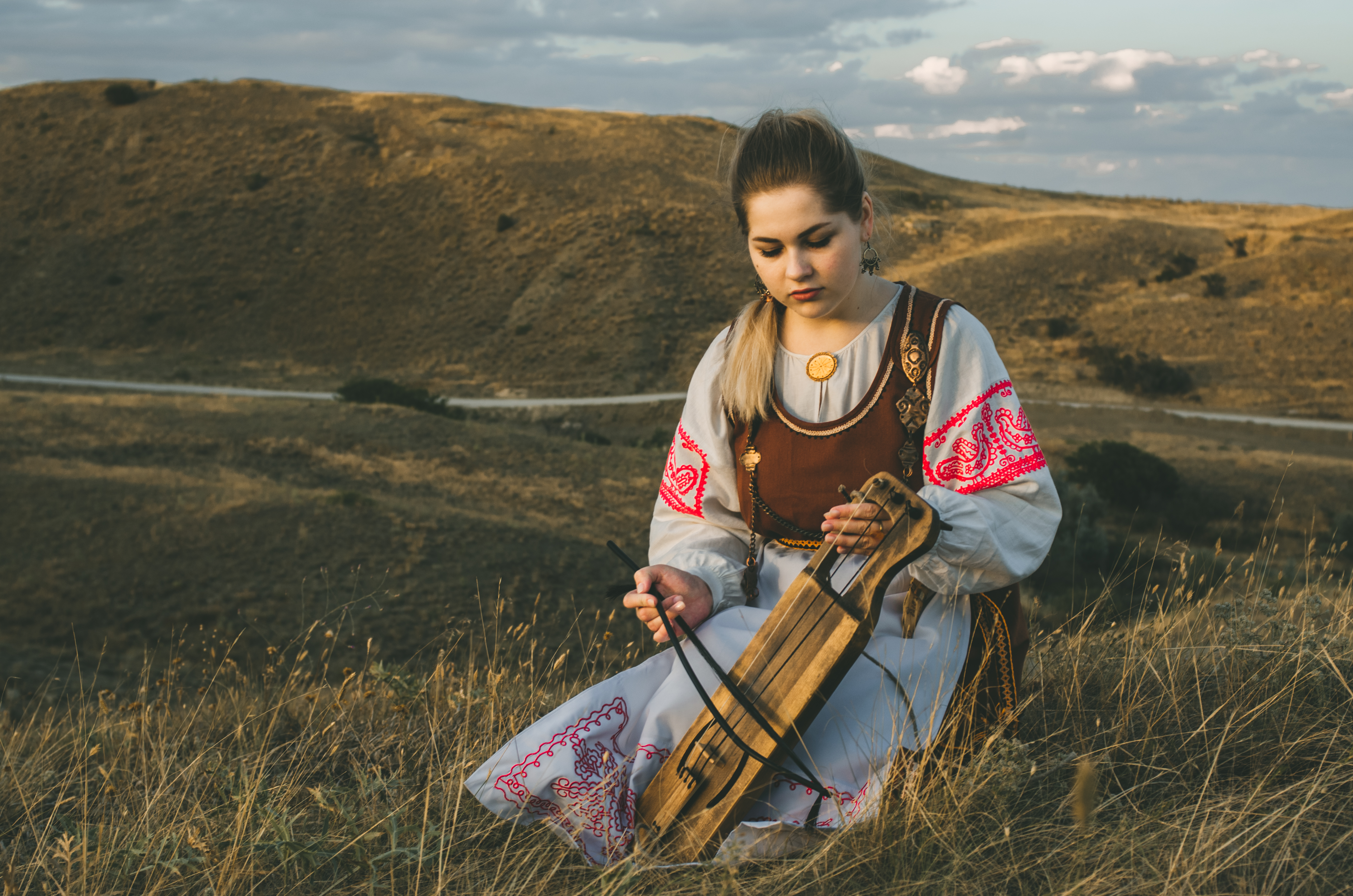
Karelierin in Tracht spielt Jouhikko.

Die Karelier (Eigenbezeichnungen: karjalaižet) sind ein finno-ugrisches Volk in Nordwest-Russland (vor allem in der autonomen Republik Karelien, eine kleine Gruppe in der Oblast Twer) und  in Finnland. Sie bewohnen das historische Gebiet Karelien.
Das karelische Volk in Russland spricht die Karelische Sprache, eine ostseefinnische Sprache, die sich bis heute in Russland erhalten hat (die als Karelier bezeichneten Bewohnern der finnischen Region Karelien bedienen sich dagegen eines finnischen Dialekts). Etwa 400.000 infolge des finnisch-sowjetischen Winterkriegs (1939/40) und des Fortsetzungskriegs (1940/44) nach Finnland geflohene und umgesiedelte Karelier sind im finnischen Volk aufgegangen. Die Zahl der in Russland lebenden Karelier ist stark abnehmend, liegt aber immer noch über 100.000. Seit der frühmittelalterlichen Kiewer Rus und verstärkt ab dem 17. Jahrhundert stehen die Karelier unter russischem Einfluss. Trotzdem haben sie eine reiche eigene Kultur. Die berühmte Liedersammlung Kalevala ist überwiegend karelischen Ursprungs. Die Karelier sind traditionell russisch-orthodoxe Christen.